# Steve Hodge
Steve Hodge (Nottingham, 25 de outubro de 1962), é um ex-futebolista profissional inglês que atuava como meia.

## Carreira
Steve Hodge fez parte do elenco da Seleção Inglesa de Futebol, da Copa de 1986 e 1990.